# Czeskie Bataliony Porządkowo-Ochronne Żandarmerii i Policji Protektoratu
Czeskie Bataliony Porządkowo-Ochronne Żandarmerii i Policji Protektoratu (czes. Protektorátní bezpecnostni sbory) – czeskie kolaboracyjne formacje zbrojne w Protektoracie Czech i Moraw podczas II wojny światowej.
Po utworzeniu Protektoratu Czech i Moraw w marcu 1939 r., Niemcy stworzyli nowy system czeskich organów bezpieczeństwa, który funkcjonował obok formacji niemieckich. Powstała Policja Protektoratu (czes. Protektorátní policie, niem. Protektoratspolizei Böhmen a Mähren), dzieląca się na policję umundurowaną (uniformovaná policie) i policję nieumundurowaną (neuniformovaná policie), Żandarmeria Protektoratu (Protektorátní četnictvo) i Straż Celna Protektoratu (Protektorátní finanční stráž).
Podlegały one ministerstwu spraw wewnętrznych Protektoratu. Ich liczebność osiągnęła ok. 20 tys. ludzi, wśród których było wielu członków czeskich organizacji faszystowskich. Były one odpowiedzialne za zapewnienie bezpieczeństwa na terytorium Protektoratu Czech i Moraw. Współpracowały z Niemcami, m.in. w prześladowaniach ludności żydowskiej i zarządzały obozami przejściowymi dla tej ludności.
Kadry dla tych formacji zapewniały szkoły policyjne w Ołomuńcu i Mladej Boleslavi. Komendantury Policji Protektoratu istniały w 6 miastach: Pradze, Czeskich Budziejowicach, Hradec Králové, Kladnie, Náchodzie i Pilźnie. Siedzibami policji kryminalnej była Praga, której podlegało 10 okręgów kryminalnych i Brno z 3 okręgami kryminalnymi.
Na początku lipca 1942 r. protektor Reinhard Heydrich przeprowadził reorganizację czeskich organów bezpieczeństwa, w wyniku czego dostosowano je do struktury organizacyjnej formacji niemieckich Protektoratu i podporządkowano niemieckim komendantom. Wprowadzono funkcje komendantów generalnych umundurowanej i nieumundurowanej policji. Policja porządkowa została zakwalifikowana do policji umundurowanej, zaś policja bezpieczeństwa do policji nieumundurowanej.
Pod koniec marca 1944 r. doszło do kolejnej reorganizacji, która stworzyła jednolitą Policję Protektoratu, w skład której wchodziły formacje umundurowane (żandarmeria, policja państwowa, policja porządkowa i straż pożarna) oraz formacje nieumundurowane (państwowa policja kryminalna i policja bezpieczeństwa). Zachowane zostały funkcje komendantów generalnych umundurowanej i nieumundurowanej policji. Pojawili się natomiast w terenie inspektorzy Policji Protektoratu. Członkowie Policji Protektoratu mogli być jedynie ochotnikami, nie-Żydami, nieżonatymi i bezdzietnymi, ze znajomością języka niemieckiego, w wieku 18–25 lat i w dobrej kondycji fizycznej.
W 1945 r. bataliony Policji Protektoratu wzięły udział w walkach przeciw Armii Czerwonej wkraczającej na terytorium Protektoratu Czech i Moraw. Część policjantów w czasie powstania praskiego w 1945 przeszła na stronę powstańców i walczyła przeciwko wojskom niemieckim.